# Chenbagaramanputhur
Chenbagaramanputhur es una  ciudad censal situada en el distrito de Kanyakumari en el estado de Tamil Nadu (India). Su población es de 5028 habitantes (2011). Se encuentra a 73 km de Thiruvananthapuram y a 65 km de Tirunelveli. 

## Demografía
Según el censo de 2011 la población de Chenbagaramanputhur era de 5028 habitantes, de los cuales 2479 eran hombres y 2549 eran mujeres. Chenbagaramanputhur tiene una tasa media de alfabetización del 89,33%, superior a la media estatal del 80,09%: la alfabetización masculina es del 93%, y la alfabetización femenina del 85,78%.